# إرنست فولكهايم
إرنست فولكهايم (11 أبريل 1898 – 1 سبتمبر 1962) أحد مؤسسي الحرب المدرعة والآلية. ضابط ألماني في الحرب العالمية الأولى والثانية، ارتفع فولكهايم إلى رتبة عقيد، خلال الحرب العالمية الثانية في الجيش الألماني. كان غير معروف خارج الدوائر العسكرية والتاريخية الاحترافية، يعتبر فولكهايم التأثير الأكاديمي العسكري الأول على مؤيدي حرب الدبابات الألمانية، هاينز جودريان، لأن كل من تعليم فولكهايم وكذلك مقالاته العسكرية الاحترافية لعام 1924 تضعه كواحد من أقرب المنظرين لسلاح المدرعات واستخدام التشكيلات المدرعة الألمانية بما في ذلك فيلق الدبابات المستقل.

## حياته
انضم إرنست فولكهايم إلى الجيش البروسي في عام 1915 كمتطوع حرب، وفي عام 1916 تم تكليفه برتبة ملازم. في عام 1917 حصل على قيادة سرية مدفع رشاش وعمل على الجبهة الغربية خلال الحرب العالمية الأولى. في أبريل 1918، كعضو في سلاح الدبابات الإمبراطوري، حارب فولكهايم في معركة فيلرز- بريتونو الأولى وفاز بشارة درع معركة الدبابات. قبل وقت قصير من نهاية الحرب أصيب بجروح خطيرة.

## الحرب العالمية الثانية
في بداية الحرب العالمية الثانية، خدم اللفتنانت كولونيل فولكهايم في طاقم الفرقة المدرعة الأولى وقاد بعد ذلك الكتيبة المدرعة الأربعين (Panzer-Abteilung zb) 40) في النرويج عام 1940   . في عام 1941، تم إعطاؤه قيادة مدرسة القوات المدرعة في Wünsdorf بالقرب من برلين.
ثم تم تعيينه في هيئة الأركان العامة، حيث شارك في تخطيط وتنفيذ عمليات الدبابات السرية وتكتيكاتها.

## الجوائز
- الصليب الحديدي لعام 1914، الدرجة الأولى والثانية
- مشبك الصليب الحديدي، الدرجة الأولى والثانية
- شارة الدبابات التذكارية
- شارة الجرح (1918) باللون الفضي
- صليب الشرف في حرب العالمية 1914/1918 (Ehrenkreuz für Frontkämpfer)
- وسام الفيرماخت للخدمة الطويلة